# Attitudegericht interview
Het Attitudegericht Radar interview is een gestructureerd interview waarin aan de hand van 17 vragen een uitgebreid individueel profiel opgemaakt wordt van iemands attitudes, werk- en motivatiestrategieën. Door te luisteren naar de structuur van het antwoord en niet alleen naar de inhoud, laat het toe het gedrag van de gesprekspartner correct in te schatten en te voorspellen. Dit kan toegepast worden op individueel niveau, maar ook teams en zelfs een hele organisatie kunnen worden onderzocht. Omdat deze dan ook met elkaar kunnen vergeleken worden, krijg je een zicht op de voornaamste gelijkenissen en verschillen tussen individuen, een leider en zijn team, een werknemer en de bedrijfscultuur of zelfs tussen twee bedrijven.
Het instrument kan in vrijwel elke fase van het HR proces ingeschakeld worden. Als je op zoek bent naar een geschikte kandidaat of je moet beslissen wie je voor een promotie al dan niet aanvaardt, dan is het uiteraard belangrijk de interesses en attitudes van je gesprekspartner te kennen. Daarnaast kan het ook van belang zijn te weten hoe je werknemers’ motivatie op het werk wordt geprikkeld, hoe deze tot beslissingen komt en hoe hij/ zij omgaat met verandering en stress. Het Attitudegericht Radar interview kan dus nagaan welke werkomgeving iemand nodig heeft om optimaal te presteren.
Naast de gewone instroom, doorstroom en uitstroom kan het attitudegericht interview ook gebruikt worden om het individu zelf inzicht te geven in zijn werkattitude en motivatie of om excellentie-profielen voor een bepaalde functie op te stellen. Het kan bovendien ook online ingevuld worden.
Mensen kan je uiteraard niet zomaar inpassen in één categorie. Elke persoon is uniek, iets wat een test zeker moet reflecteren. Het attitudegericht interview meet 48 cognitieve patronen (ook wel metaprogramma’s genoemd) die geclassificeerd worden in 16 groepen. Elk van die 48 metaprogramma’s wordt bovendien nog eens weergegeven op een representatieve schaal. Concreet betekent dit dat bijvoorbeeld niet gezegd wordt of iemand ‘proactief’ of ‘reactief’ is. Wel betekent het dat er apart wordt gemeten hoe proactief en reactief een persoon is, en hoe deze concepten zich verhouden ten opzichte van elkaar. Door zo de 48 metaprogramma’s op een schaal te plaatsen, geeft het attitudegericht interview nauwkeurige informatie over een kandidaat of huidige werknemer.

## Geschiedenis
De geschiedenis van het attitudegericht interview begint in 1957 bij Noam Chomsky, een wetenschapper die vooral geïnteresseerd was in taal. Met zijn doctoraatsthesis die betrekking had op transformationele grammatica, trachtte hij als eerste een verklaring te vinden voor het feit dat mensen vaak exact dezelfde dingen horen tijdens een gesprek, maar hier altijd andere aspecten van onthouden. Hij kwam tot de vaststelling dat individuen informatie verwijderen, vervormen maar ook toevoegen aan een origineel concept.
Leslie Cameron Bandler ging deze feiten verder onderzoeken (1978) en stelde 60 denkstijlen voor die mensen doorgaans gebruiken. Als je de denkstijl van een individu kent, kan je zijn of haar gedrag in een welbepaalde context voorspellen.
Rodger Baily simplificeerde deze uitgebreide theorie en reduceerde het aantal denkstijlen. Daarnaast onderzocht hij hoe je de mogelijke denkstijlen kan decoderen uit antwoorden. Hij stelde ook het LAB profiel op, het gestructureerde interview waarmee attitude en motivatie kan gemeten worden. Shelle Rose Charvet schreef het eerste officiële LAB profiel boek in 1995.
Patrick Merlevede stelde in 2000 een online vragenlijst op, analoog aan het LAB profiel: iWam (internet Work Attitude and Motivation).
In 2006 combineerde Wim Thielemans het LAB profiel met de iWAM en stelde deze op elkaar af. Zo werd het attitudegericht interview zoals we die vandaag de dag kennen gecreëerd.
Het attitudegericht interview heeft daarnaast enkele concepten en praktijken geïntegreerd zoals:
- Carl Jungs werk over psychologische types
- Het werk van Hofstede met betrekking tot cultuurverschillen in organisaties en landen
- De leerstijlen van Kolb
- Het onderzoek van Robert Sternberg en David McClelland naar mogelijke denkstijlen en motivatie
- Waardesystemen en spiral dynamics volgens Graves, Beck & Cowan
- Appreciative inquiry[1]

## Validiteit
De validiteit van een meetinstrument is erg belangrijk. Het zegt namelijk iets over de sterkte van het instrument. In deze context kunnen we de vraag stellen: hoe goed is het attitudegericht interview? Dit werd nagegaan door verschillende facetten van validiteit na te gaan.

### Face validity
Op een staal van 617 deelnemers gingen de ondervraagden akkoord met 89,34% van de uitspraken die de test over hen deed. Indien zij het niet eens waren, ging dit gemiddeld over 1 à 2 van de 48 cognitieve patronen.

### Content validity
De vragenlijst is gebaseerd op de theorie van het LAB profiel en is door diverse experts op gebied van dit LAB profiel geverifieerd. In 2003 werd een studie uitgevoerd met 30 LAB profiel experten in welke mate zij de patronen konden achterhalen bij het analyseren van de vragenlijst (via reverse engineering). De experten konden inderdaad alle patronen detecteren.

### Criterion of predictive validity
Kandidaten die vergeleken worden met een model van excellentie en in de ranking hoog scoren, blijken inderdaad op basis van concrete meetbare resultaten veel beter te presteren dan kandidaten die laag scoren in de ranking. Bij elk model van excellentie wordt dit zodanig opgesteld dat er correlaties van 0,6 tot 0,85 behaald worden. Een goed model van excellentie kan daardoor tot 70% voorspellen of iemand goed zal functioneren binnen een bepaalde job, indien hij/ zij er de nodige kennis en competenties voor heeft.

### Construct validity
LAB profiel experten hebben de vragenlijst opgedeeld in aparte zinnen en uit elke zin de metaprogramma’s ontdekt die het resultaat bepalen. Dit werd ook gedaan door een correlatie-analyse tussen de categorieën onderling te meten. De correlatie tussen de categorieën bevindt zich rond 0,3 en binnen de categorieën rond 0,5.

## Parameters
| Motivatieparameters      | Werkorganisatieparameters en stress | Parameters van management, tijd en zelfovertuiging |
| ------------------------ | ----------------------------------- | -------------------------------------------------- |
| Criteria                 | Taakgerichtheid                     | Werkbenadering                                     |
| Actieniveau              | Manier van communiceren             | Tijdsoriëntatie                                    |
| Actierichting            | Stressreactie                       | Voorkeurmotivatie                                  |
| Evaluatiereferentie      | Werkomgeving                        | Houding tegenover normen en regels                 |
| Taakgedrag               | Werkopdracht                        | Overtuigingskanaal                                 |
| Behoefte aan verandering | Interessefilters                    | Overtuigingsmanier                                 |

## Verschillen met competentiegericht interview
- Je kan voorspellen of de competenties die de kandidaat mist - en dus niet met het competentiegericht interview kunnen ingeschat worden - gemakkelijk of moeilijk kunnen worden ontwikkeld: men peilt naar potentieel.
- Uit het interview kan je een cultuurfit van de kandidaat op een meetbare manier in kaart brengen en benoemen. Anders gezegd: het buikgevoel van de cultuurfit wordt meetbaar gemaakt.
- De 48 parameters worden niet rechtstreeks bevraagd maar gedecodeerd op basis van de structuur van het antwoord en wordt dus niet uit de letterlijke inhoud gehaald. Uit sociaal wenselijke of voorbereide antwoorden haal je op die manier toch de echte parameters van de kandidaat.